# Psammobatis parvacauda
Psammobatis parvacauda är en rockeart som beskrevs av McEachran 1983. Psammobatis parvacauda ingår i släktet Psammobatis och familjen egentliga rockor. IUCN kategoriserar arten globalt som otillräckligt studerad. Inga underarter finns listade i Catalogue of Life.